# Григорьев, Тарас Евгеньевич
Тарас Евгеньевич Григорьев (26 декабря 1900 — 13 марта 1958) — один из первых советских футболистов, чемпион СССР 1923 года в составе сборной команды Москвы.

## Биография
Родился 26 декабря 1900 года в селе Рогачёво Дмитровского уезда Московской губернии в семье земского врача Евгения Павловича Григорьева. Средний из трех братьев в семье (старший — Андрей, младший — Юрий Григорьев).
Среднее образование получил в Коммерческом училище Московского общества распространения коммерческого образования. В 1929 году закончил образование по специальности «инженер-электрик» в Институте народного хозяйства им. Г. В. Плеханова в г. Москве.
В 1920-е годы занимался футболом в СКЗ (Спортивном клубе «Замоскворечья»).

«С 1919 по 1925 год СКЗ был одним из самых сильных в Москве футбольных коллективов. Старые любители футбола и теперь еще помнят рыжего центрхава, знаменитого „короля воздуха“ Федора Селина, голкипера Николая Соколова, заднего бека Михаила Рущинского, или просто „Рущу“, левого края Тараса Григорьева, левого хава Казимира Малахова и других знаменитых в то время футболистов. Все они входили потом в сборную команду страны в период её первых международных встреч».

 — К.В. Градополов «Воспоминания боксера. Сердца, отданные спорту». 
Затем играл за клубы «Яхт-клуб Райкомвода», ПКМСФК, «Трёхгорка». Рослый, мощный нападающий.

 "Он катался по полю, словно шарик, неизменно вызывая громкие одобрения на трибунах, выходя победителем в схватках за обладание мячом с такими голиафами, как Тарас Григорьев — «три аршина шесть вершков, косая сажень в плечах», игравшим за «Трёхгорку», или Алексей Макаров, под стать Григорьеву, из «Динамо».
— А. П. Старостин «Повесть о футболе»

В составе сборной команды Москвы в 1923 году стал победителем первого чемпионата СССР по футболу Входил в число лучших игроков Москвы. Был участником первого матча сборной СССР 8 сентября 1924 года Профессионально занимался футболом до 1932 года.
Указом Президиума Верховного совета СССР от 1 мая 1944 года награжден медалью «За оборону Москвы».
С октября 1943 года по сентябрь 1945 года работал в Советской Правительственной Закупочной Комиссии в США (Вашингтон, Нью-Йорк) в качестве оперативного инженера, затем начальника группы тепловых электростанций.
Впоследствии работал в Министерстве энергетики СССР.
Похоронен на Донском кладбище.